# Peyriac-Minervois
Peyriac-Minervois (okcitansko Peiriac de Menerbés) je naselje in občina v južnem francoskem departmaju Aude regije Languedoc-Roussillon. Leta 1999 je naselje imelo 1000 prebivalcev.

## Geografija
Kraj leži v pokrajini Languedoc ob reki Argent-Double, 26 km severovzhodno od središča departmaja Carcassonna.

## Uprava
Peyriac-Minervois je sedež istoimenskega kantona, v katerega so poleg njegove vključene še občine Aigues-Vives, Azille, Cabrespine, Castans, Caunes-Minervois, Citou, Laure-Minervois, Lespinassière, Pépieux, Puichéric, La Redorte, Rieux-Minervois, Saint-Frichoux, Trausse in Villeneuve-Minervois z 12.140 prebivalci.
Kanton Peyriac-Minervois je sestavni del okrožja Carcassonne.
1. ↑  »Populations légales 2016«. Nacionalni inštitut za statistične in gospodarske raziskave. Pridobljeno 25. aprila 2019.